# Bad Oldesloe
Bad Oldesloe [ˌbatˀɔldəsˈloː] es una ciudad alemana en el estado de Schleswig-Holstein y que corresponde a la capital del Distrito de Stormarn. 

## Personalidades
- Dietrich Buxtehude
- Joachim Erbslöh
- Theodor Mommsen
- Menno Simons
- Julia Görges